# Sånga mo

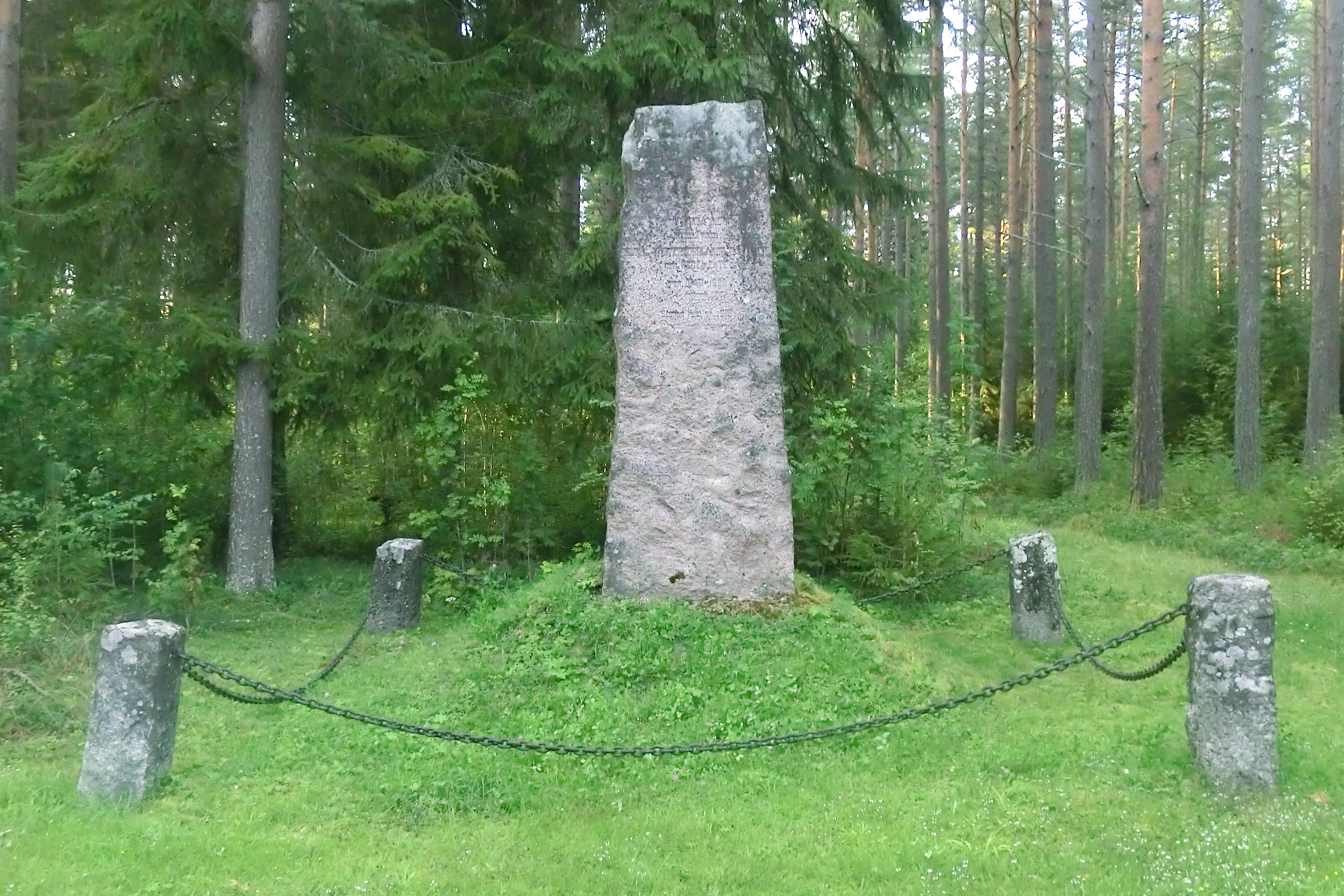
Minnesmärke i Sånga socken, Ångermanland över en militär övningsplats.

Sånga mo eller Sångamon, var en militär mötesplats och övningsplats för beväringen inom Västernorrlands län.
Sånga mo ligger i Sånga socken, invid Ångermanälvens strand, någon kilometer från Sånga kyrka. Från och med år 1853 övade Västernorrlands beväringsbataljon här och från 1893 Västernorrlands regemente. Sånga mo användes militärt till 1899, då verksamheten upphörde i samband med att Västernorrlands regemente flyttade till Sollefteå.